# كوستاس
كوستاس (بالإنجليزية: Kostas)‏ (باليونانية: Κώστας Λαζαρίδης)‏ هو ملحن وكاتب أغاني أمريكي ويوناني، ولد في 14 أبريل 1949 في سلانيك في اليونان.

## وصلات خارجية
- كوستاس على موقع ميوزك برينز (الإنجليزية)
- كوستاس على موقع أول ميوزيك (الإنجليزية)
- كوستاس على موقع ديسكوغز (الإنجليزية)